# Dezső Szilágyi

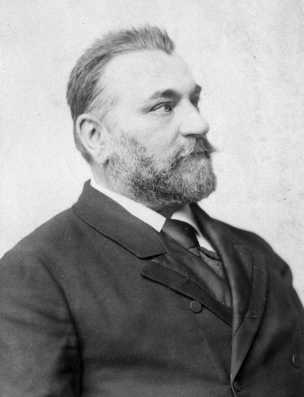
Dezső Szilágyi.

Dezső Szilágyi, född 1 april 1840 i Nagyvárad, död 30 juli 1901 i Budapest, var en ungersk jurist och politiker.
Szilágyi blev 1874 professor vid Budapests universitet och var 1889-95 justitieminister samt genomdrev 1891 den stora rättsreformen i Ungern. Åren 1895-98 var han deputeradekammarens president. Han var ledamot av ungerska vetenskapsakademien (Magyar Tudományos Akadémia).